# Tutuala
Tutuala ist ein Suco im osttimoresischen Verwaltungsamt Tutuala (Gemeinde Lautém), an der Ostspitze der Insel Timor. 1936 wurde Tutuala von den Portugiesen in Nova Sagres umbenannt. Doch der Name setzte sich nicht durch und einige Jahre nach dem Zweiten Weltkrieg kehrte man zum alten Namen zurück.

## Geographie
Der Suco Tutuala bildet den östlichsten Punkt der Insel Timor. Westlich liegt der ebenfalls zum Verwaltungsamt Tutuala gehörende Suco Mehara und der zum Verwaltungsamt Lospalos gehörende Suco Muapitine. Im Norden befindet sich die Bandasee mit der Straße von Wetar (tetum Tasi Feto, das Frauenmeer) und im Süden die Timorsee (tetum Tasi Mane, das Männermeer). Am Ostende Timors verläuft von Kap Cutcha (Cabo Cutcha) im Norden nach Süden verlaufend ein kleiner Küstenabschnitt. Hier liegt gegenüber dem Strand von Valu, auf der anderen Seite eines 600 Meter breitem Kanals, die Insel Jaco, die zum Suco Tutuala gehört. Der Fluss Vero mündet am Südufer des Sucos in die Timorsee. Nordwestlich vom Ort Tutuala liegt der kleine Lagoa Zeleha, ein See, der durch einen Fluss gespeist wird und durch seinen Abfluss mit der Straße von Wetar verbunden ist.
Vor der Gebietsreform 2015 hatte Tutuala eine Fläche von 119,69 km². Die Grenze zu Mehara wurde begradigt und Tutuala gab Gebiete im Südwesten an Muapitine ab. Nun hat Tutuala eine Fläche von 92,10 km², die sich aufteilen in die vier Aldeias Ioro, Pitileti, Tchailoro und Vero.
Das Dorf Tutuala ist der Hauptort des gleichnamigen Verwaltungsamts. Der Ort liegt etwa 190 km in Luftlinie östlich von der Landeshauptstadt Dili, auf einer Meereshöhe von 71 m, im Norden des Sucos. Zur Gemeindehauptstadt Lospalos sind es 32 km. Tutuala ist von Lospalos aus mit einem Minibus (Mikrolét) über eine schlecht ausgebaute Straße zu erreichen. Nah dem Dorf liegt das Kap Cutcha (Cabo Cutcha), am östlichsten Ende der Insel Timor. Zum Kap und dem Strand von Valu, gegenüber der Insel Jaco, führt vom Ort eine nicht asphaltierte Straße, steil herab durch den Wald.
Die meisten Häuser sind einfache Hütten. Am östlichen Ende des Dorfes steht eine Villa aus der Kolonialzeit, die heute eine Pension (Pousada) beherbergt. Früher residierte hier der koloniale Administrator Tutualas. Regionale Bedeutung hat die Grundschule (Escola Primaria Tutuala) und die Polizeistation. Daneben verfügt das Siedlungszentrum auch über eine medizinische Station. Die Kirche São José de Tutuala wurde 1972/73 vom Salesianer Pater Bernardo João Soares errichtet, der von Kap Verde stammte. Der Liurai Joaquim Fonseca de Tutuala stellte das Land zur Verfügung.
In Nachbarschaft vom Ort Tutuala liegen südwestlich die Orte Ioro (Loro), Tchailoro (Chailoro, Cailoro) und Vero und südöstlich das Dorf Pitileti (Piti Leti, Petileti). Westlich von Vero liegt an der Straße nach Mehara die Quelle von Came Ira.

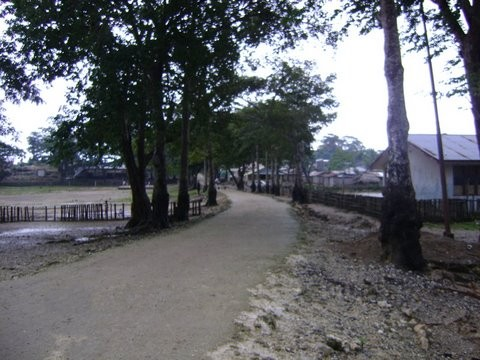
Hauptstraße von Tutuala
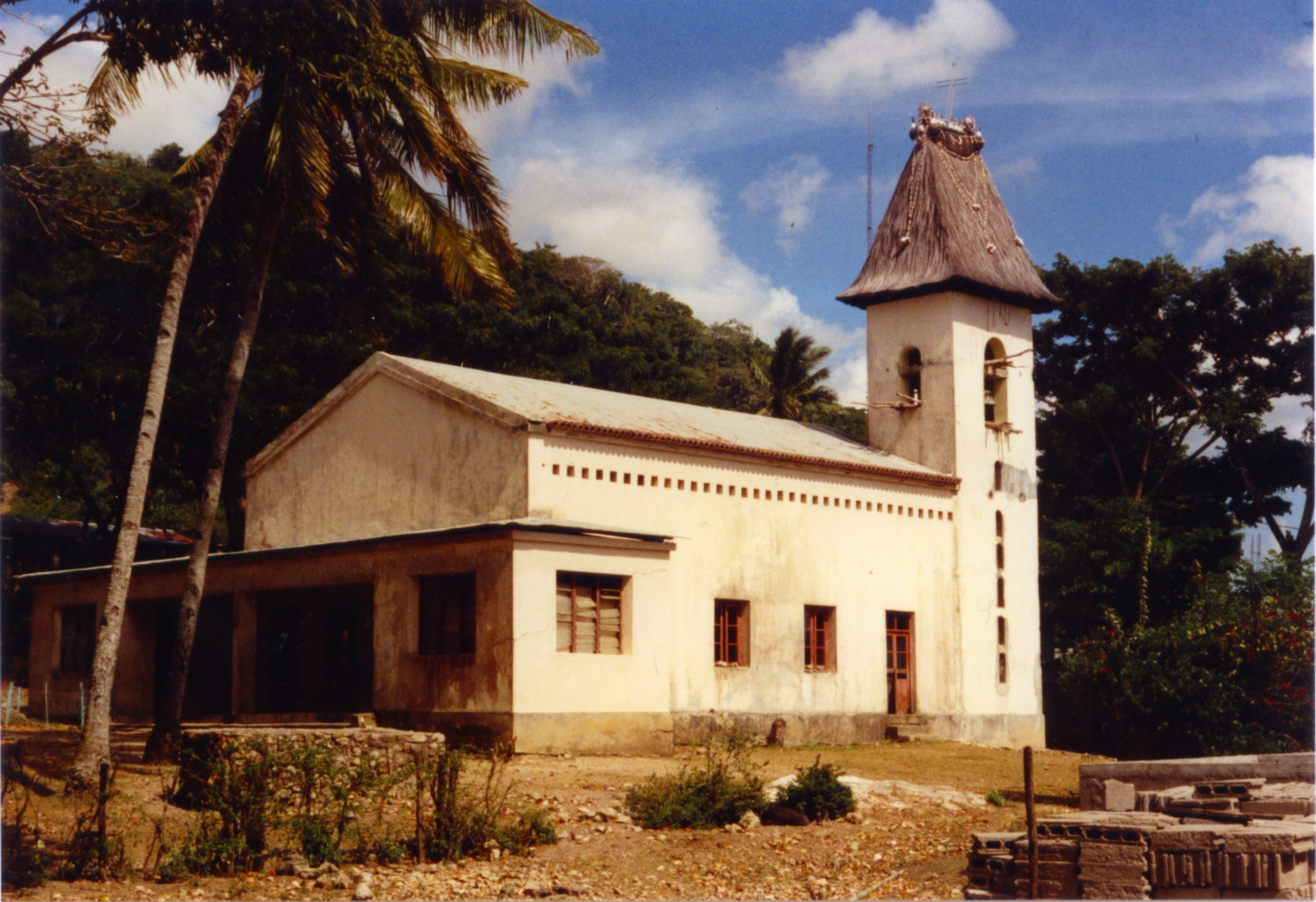
São José de Tutuala, die Kirche des Ortes
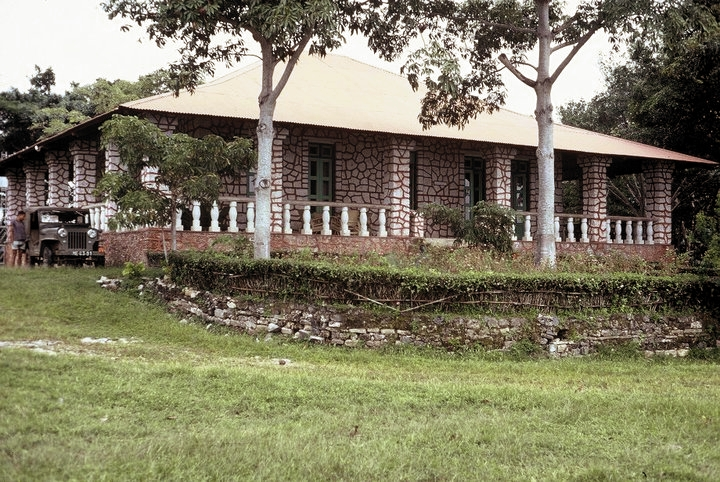
Pousada von Tutuala
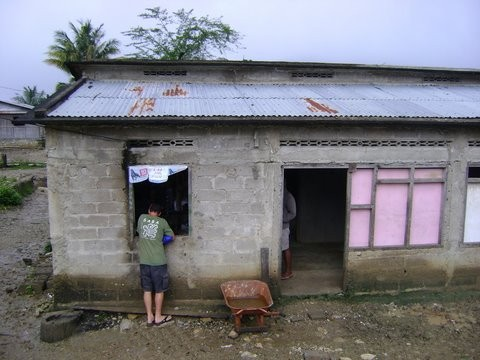
Der Dorfladen von Tutuala
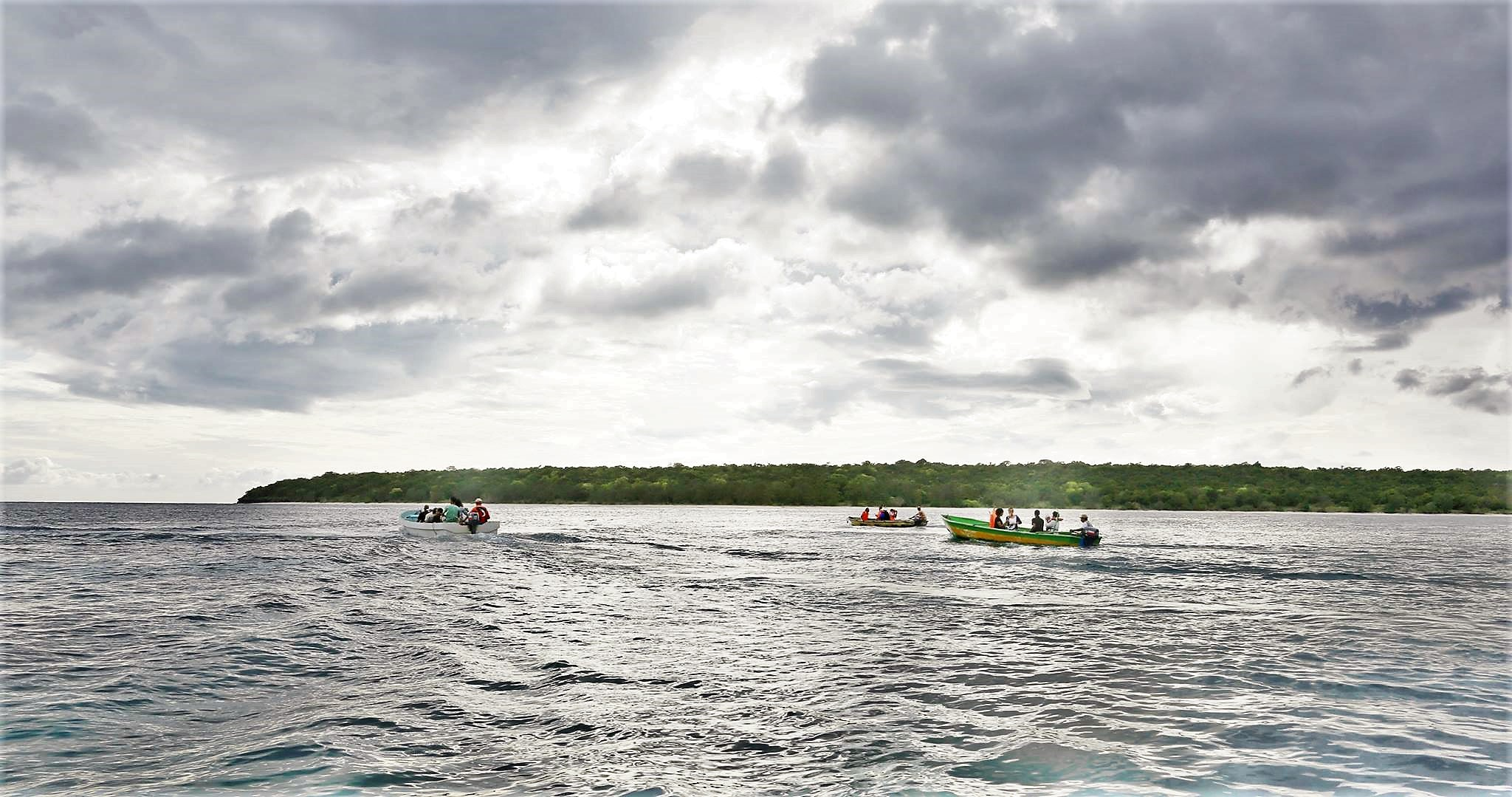
Die Insel Jaco

Im Verwaltungsamt Tutuala gibt es über 30 Kalksteinhöhlen und Felsüberhänge. So liegen nah dem Ort Tutuala zum Beispiel Ile Kére Kére (Ili-kere-kere), Lene Hara, Lene Kici, Acitaukuru und Jerimalai. Die Höhle des Ponors Lenetulu reicht mindestens 170 Meter weit unter die Erde, bis in eine Tiefe von 51 Metern. Die Haupthalle beeindruckt mit einer Breite von mehr als zehn Metern.
Der Suco ist Teil des Nationalpark Nino Konis Santana.
|                                      | Jan       | Feb       | Mär       | Apr         | Mai         | Jun         | Jul         | Aug         | Sep         | Okt         | Nov       | Dez       | Jahr   |
| ------------------------------------ | --------- | --------- | --------- | ----------- | ----------- | ----------- | ----------- | ----------- | ----------- | ----------- | --------- | --------- | ------ |
| Durchschnittliches Tagesmaximum [°C] | 30        | 30        | 31        | 32          | 32          | 32          | 32          | 33          | 33          | 32          | 31        | 31        | 33     |
| Durchschnittliches Tagesminimum [°C] | 23        | 23        | 23        | 24          | 24          | 24          | 24          | 24          | 24          | 24          | 24        | 24        | 23     |
| Durchschnittliche Regenmenge [mm]    | 511,8     | 446,5     | 336,3     | 210,8       | 238,3       | 175,1       | 182,9       | 160,3       | 170,3       | 186,5       | 324,7     | 413,6     | 3357,1 |
| Jahreszeit                           | Regenzeit | Regenzeit | Regenzeit | Trockenzeit | Trockenzeit | Trockenzeit | Trockenzeit | Trockenzeit | Trockenzeit | Trockenzeit | Regenzeit | Regenzeit |        |

## Einwohner

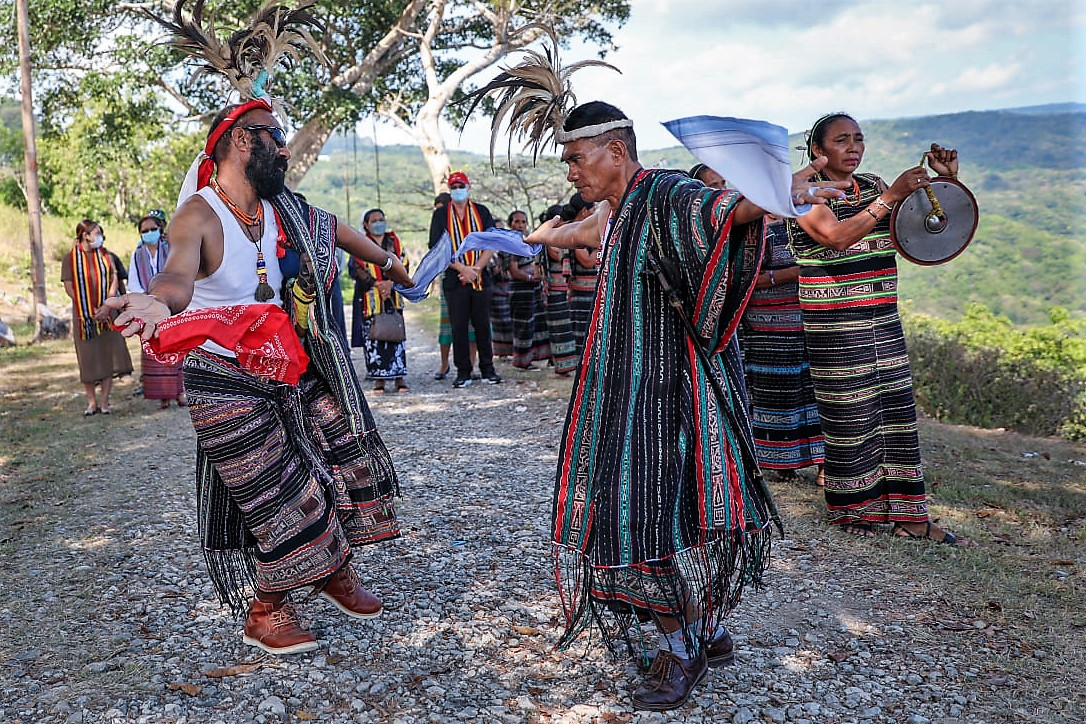
Tänzer in Tutuala in traditioneller Tracht

Im Suco Tutuala leben 1.329 Einwohner (2022), davon sind 646 Männer und 683 Frauen. Im Suco gibt es 245 Haushalte. Über 99 % der Einwohner geben Fataluku als ihre Muttersprache an. Eine Minderheit spricht Tetum Prasa. Neben Liedern auf Fataluku, werden bei Feiern auch solche in der „Handelssprache“ gesungen. Dabei handelt es sich um Leti, der Sprache der indonesischen Leti-Inseln, die man segelnd innerhalb eines Tages erreichen kann. Traditionell gab es einen regen Handel zwischen Tutuala und den Leti-Inseln, unter anderem mit Batik-Sarongs. Seit der Unabhängigkeit Osttimors 2002 ist der Handel über die nationalen Grenzen zurückgegangen.

## Geschichte

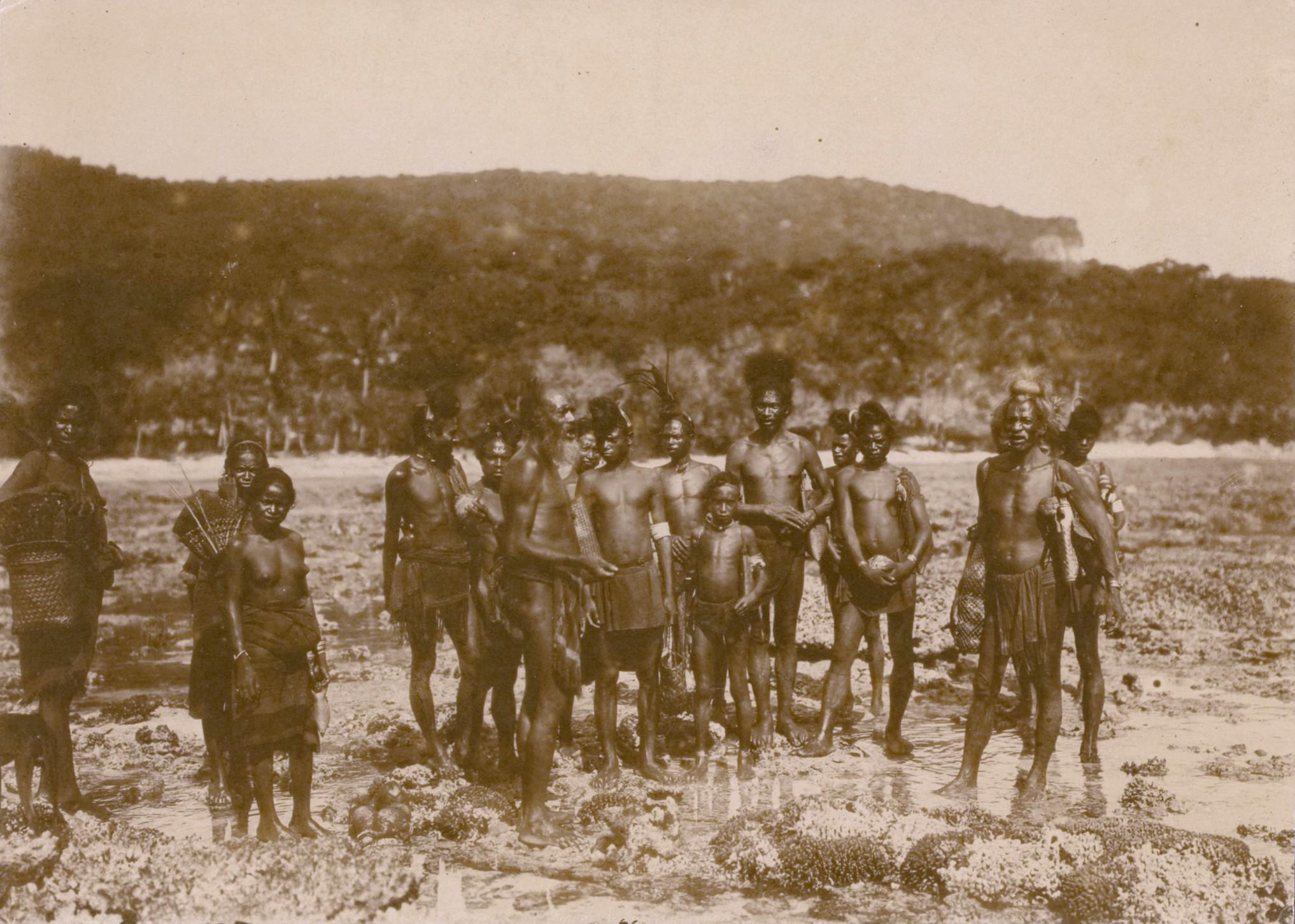
Einwohner an der Ostküste Tutualas um 1900

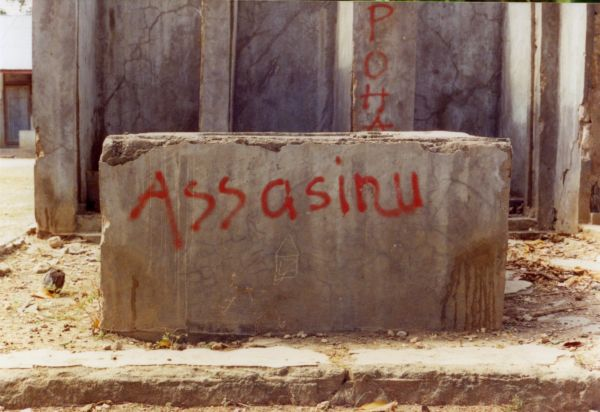
Ein Graffiti im Ort Tutuala mit dem Wort für „Mörder“ klagt die Verbrechen von 1999 an

In den über 30 Höhlen und Felsüberhängen von Tutuala wurden Tausende von Bildern an die Wände gemalt. So zum Beispiel in Ile Kére Kére und Lene Hara. Weitere Felsmalereien finden sich an den Steilküsten von Tutuala und Tunu Taraleu, in Lene Kici und Lene Cécé. In Jerimalai entdeckten Archäologen 42.000 Jahre alte Relikte.
Im Suco befinden sich Überbleibsel mehrerer Befestigungsanlagen (portugiesisch Tranqueira, fataluku: lata irinu), mit denen die Fataluku früher ihre Siedlungen schützten. So liegen im Flusstal des Veros im Norden die Bergfestung Mapulu und westlich des Unterlaufes auf dem Gebiet des Sucos Muapitine weitere ehemalige befestigte Wohnstätten Nahe dem Ort Tutuala liegen zum Beispiel die Tranqueiras von Hi Maka Loli, Cailoro Lata und Haro. Auf der Insel Jaco finden sich mindestens drei Stellen mit Überresten von alten Befestigungsanlagen.
Wie viele der Ethnien Timors hat auch jeder Clan der Fataluku (ratu) einen eigenen Gründungsmythos, der von der Einwanderung der Vorfahren nach Timor erzählt. Eine Besonderheit bilden der Kati ratu und der Tutuala ratu. Deren Sagen erzählen, dass sie von ihrer jetzigen Heimat stammen, was darauf hinweist, dass sie möglicherweise länger auf Timor sind, als andere Fataluku und von ihnen kulturell assimiliert wurden. Die Ältesten des Tutuala ratu werden traditionell „Herrn des Landes“ (mua ocawa) genannt. Ihnen fallen daher besondere Rechte und Pflichten bei Zeremonien zu.
1999 kam es auch in Tutuala zu Gewalt im Umfeld des Unabhängigkeitsreferendums in Osttimor 1999. Noch Jahre später konnte man im Ort die Ruinen zerstörter Gebäude sehen.

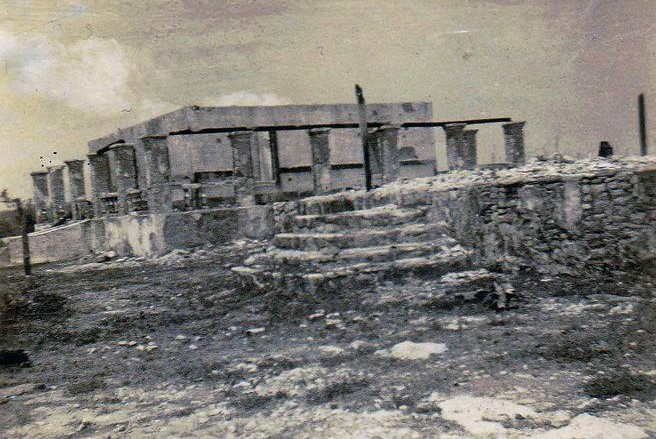
Der Verwaltersitz nach dem Zweiten Weltkrieg (1945)
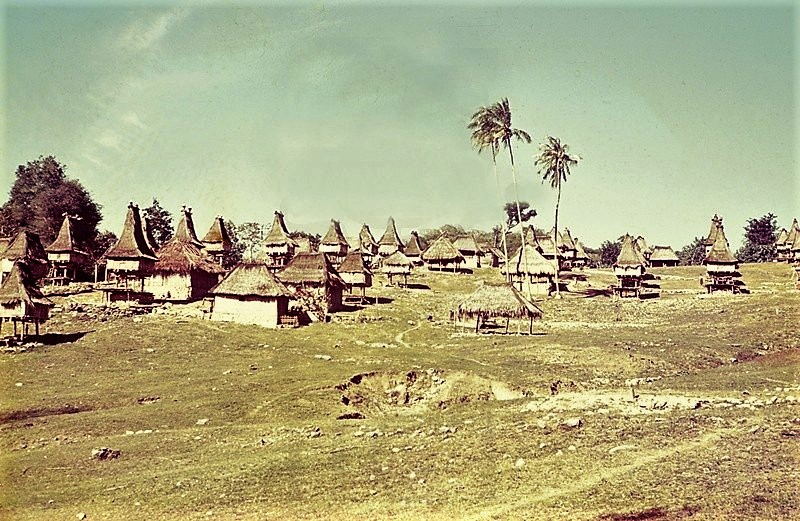
Tutuala, 1966
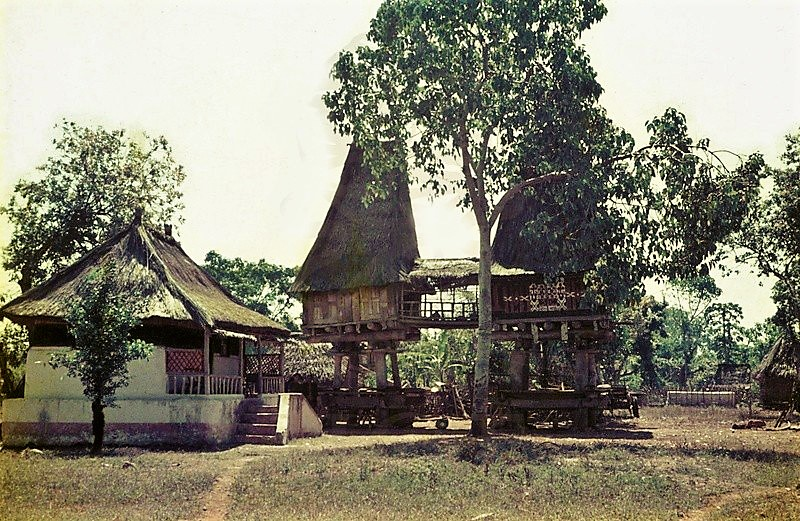
Tutuala, 1966
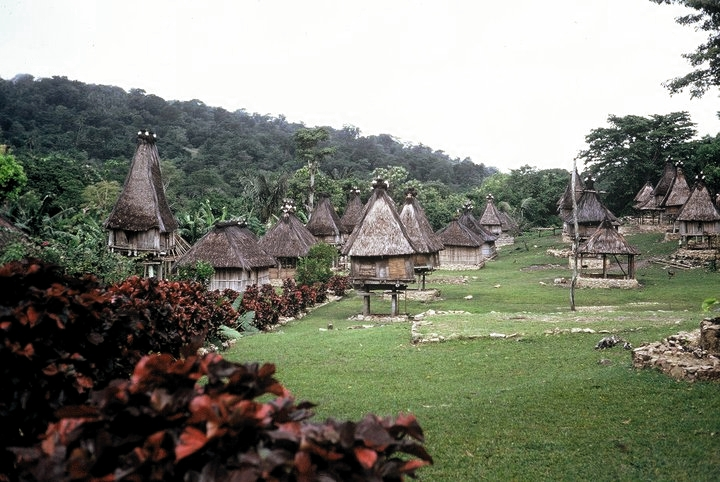
Ioro, 1970
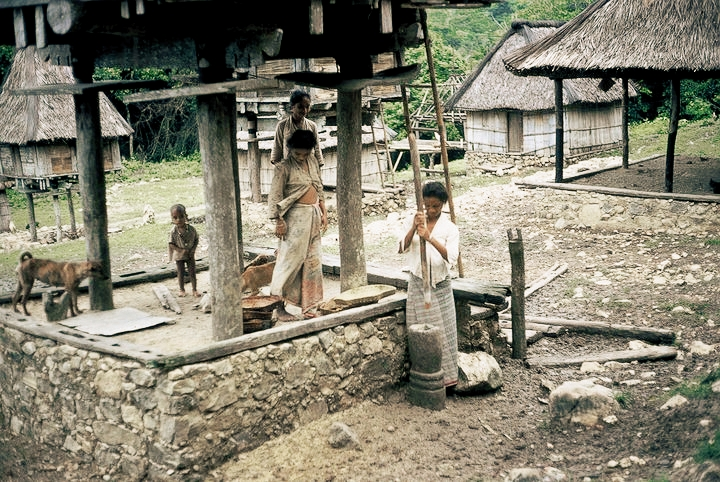
Ioro, 1970
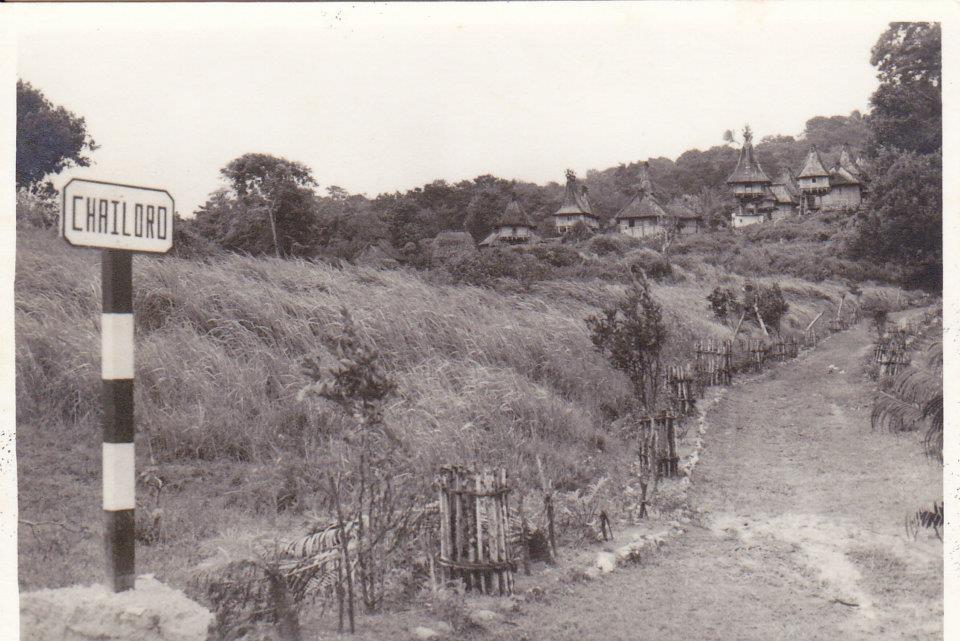
Tchailoro, 1970

## Politik
Bei den Wahlen von 2004/2005 wurde António da Fonseca zum Chefe de Suco gewählt und 2009 in seinem Amt bestätigt. Bei den Wahlen 2016 gewann Tito Caetano.

## Söhne und Töchter
- Caetano Lopes Ximenes (1954–2023), Unabhängigkeitsaktivist
- Nino Konis Santana (* 1957 in Vero; † 1998), Freiheitskämpfer
- Arsénio Pereira da Silva (* 1973), Aktivist und Politiker